# Terekta
Terektü
Terekta (en russe : Теректа, en altaï méridional : Теректӱ, Terektü) est un village du raïon d'Oust-Koksa de la république de l'Altaï, en Russie sibérienne. Il fait partie de l'établissement rural de Gorbounovo, et sa population s'élevait à 378 habitants au recensement de 2021.

## Géographie
Le village de Terekta se situe dans la république de l'Altaï, une république de Sibérie méridionale, en Russie. Il fait partie du district fédéral sibérien. Le village fait partie du raïon d'Oust-Koksa, le raïon de la république le plus au sud-ouest, qui compte 42 localités, avec Oust-Koksa comme centre administratif.  
Il fait partie de l'établissement rural de Gorbounovo, une municipalité, avec le village de Gorbounovo comme chef-lieu,. 
Terekta, comme toute la république de l'Altaï, est située dans le fuseau horaire MSK+4 (heure de Krasnoïarsk). Le décalage horaire appliqué par rapport au temps universel coordonné est +07:00.

## Histoire
D'après la liste des lieux peuplés du kraï de Sibérie de 1928, le village a été fondé en 1850.

## Démographie
Recensements (*) et estimations de la population,,,
:
| 2002 * | 2010* | 2012 | 2013 |
| ------ | ----- | ---- | ---- |
| 252    | 449   | 454  | 458  |

| 2014 | 2015 | 2016 | 2021* |
| ---- | ---- | ---- | ----- |
| 444  | 429  | 435  | 378   |